# Attention Is All You Need

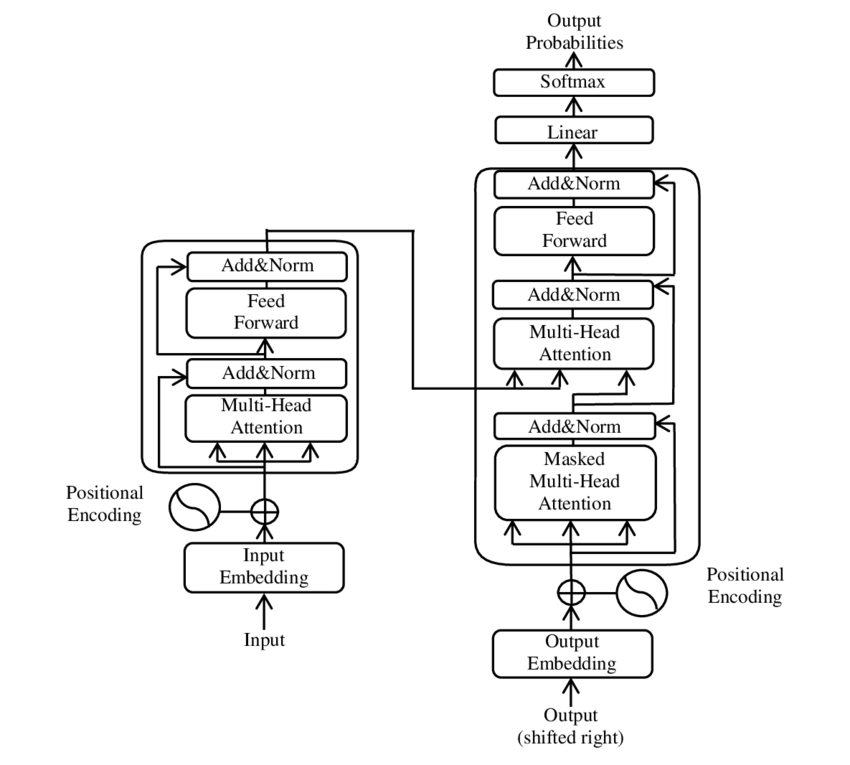
Ilustração dos principais componentes do modelo transformer proposto pelo artigo

“Attention Is All You Need”  é um artigo científico de 2017 sobre aprendizado de máquina, escrito por oito cientistas que trabalham no Google. O artigo propõe uma nova arquitetura de aprendizado profundo conhecida como transformer, com base no mecanismo de atenção proposto em 2014 por Bahdanau et al. É considerado um artigo fundamental na inteligência artificial moderna e um dos principais contribuidores para o boom da IA, com o modelo transformer proposto pelo artigo se tornando a arquitetura principal de uma ampla variedade de IA, como grandes modelos de linguagem.   Na época, o foco da pesquisa era melhorar as técnicas Seq2seq para tradução automática, mas os autores vão mais longe no artigo, prevendo o potencial da técnica para outras tarefas, como responder a perguntas e o que hoje é conhecido como IA generativa multimodal.
O título do artigo é uma referência à canção "All You Need Is Love" dos Beatles. O nome “Transformer”, por sua vez, foi escolhido porque Jakob Uszkoreit, um dos autores do artigo, gostou da sonoridade da palavra.
Uma primeira versão do artigo havia sido nomeada "Transformers: Iterative Self-Attention and Processing for Various Tasks" e incluía uma ilustração de seis personagens da franquia Transformers. A equipe foi nomeada como "Team Transformer".
Alguns exemplos iniciais nos quais a equipe testou sua arquitetura Transformer incluíram tradução do inglês para o alemão, geração de artigos para a Wikipédia sobre "The Transformer" e análise sintática de arquivos. Isso convenceu a equipe de que o Transformer é um modelo de linguagem de propósito geral e não restrito a tradução. 
Desde 2025 o artigo foi citado mais de 173.000 vezes, sendo um dos dez artigos científicos mais citados do século XXI.

## Autores
Os autores do artigo são: Ashish Vaswani, Noam Shazeer, Niki Parmar, Jakob Uszkoreit, Aidan Gomez, Łukasz Kaiser e Illia Polosukhin. Todos os oito autores colaboraram igualmente na construção do artigo; a ordem listada foi aleatória. Um artigo da Wired destaca a diversidade do grupo:
Seis dos oito autores nasceram fora dos Estados Unidos; os outros dois são filhos de alemães portadores de green card que estavam temporariamente na Califórnia e de um americano de primeira geração cuja família fugiu da perseguição, respectivamente.
Depois da publicação do artigo, cada um dos autores deixou o Google para se juntar a outras empresas ou fundar startups. Vários deles expressaram sentimentos de incapacidade de inovar e expandir o Transformer na direção que desejavam se tivessem permanecido no Google.

## Métodos discutidos e introduzidos
O artigo é mais conhecido pela introdução da arquitetura Transformer, que forma a arquitetura subjacente para a maioria das formas de Large Language Models (LLMs) modernos. Um dos principais motivos pelos quais a arquitetura é escolhida pela maioria dos LLMs modernos é a possibilidade de paralelização da arquitetura, diferentemente de suas predecessoras. Isso garante que as operações necessárias para o treinamento possam ser aceleradas através de GPUs, permitindo tempos de treinamento mais rápidos, e consequentemente o treinamento de modelos de tamanhos maiores.
Os seguintes mecanismos foram introduzidos pelo artigo como parte do desenvolvimento da arquitetura Transformer.
Atenção e autoatenção por produto escalar
O uso do mecanismo de atenção e autoatenção de produto escalar em vez de uma rede neural recorrente ou de uma memória de curto prazo longa (que dependem da recorrência) permite melhor desempenho. O artigo descreveu a atenção escalonada do produto escalar através da seguinte forma:
{\displaystyle {\rm {Attention}}(Q,K,V):={\rm {softmax}}\left({\frac {Q\times K^{T}}{\sqrt {d_{k}}}}\right)\times V}
onde {\displaystyle Q}, {\displaystyle K}, {\displaystyle V} são respectivamente as matrizes de consulta (query), chave (key), valor (value) e {\displaystyle d_{k}} é a dimensão dos valores.
Tendo em vista que o modelo depende de matrizes de Consulta, Chave e Valor que vêm da mesma fonte (ou seja, a sequência de entrada/janela de contexto), isso elimina a necessidade de RNNs, garantindo a possibilidade de paralelização da arquitetura. Isso difere da forma original do mecanismo de Atenção introduzido em 2014. Além disso, o artigo também discute o uso de um fator de escala adicional que se mostrou mais eficaz e eficiente em relação à dimensão dos vetores-chave (representados como {\displaystyle d_{k}} e inicialmente definido como 64 no artigo) da maneira mostrada pela fórmula acima.
No contexto específico do uso do modelo para tradução em que o artigo se concentrou, as matrizes de Consulta e Chave são geralmente representadas em embeddings correspondentes ao idioma de origem, enquanto a matriz de Valor corresponde ao idioma de destino.
Atenção "multi-head"
No mecanismo de autoatenção, consultas (Q), chaves (K) e valores (V) são gerados de maneira dinâmica para cada sequência de entrada (tipicamente limitada pelo tamanho da janela de contexto), permitindo que o modelo foque em diferentes partes da sequência de entrada em diferentes etapas. A atenção "multi-head" aprimora esse processo ao introduzir múltiplas "cabeças" de atenção paralelas. Cada cabeça de atenção aprende diferentes projeções lineares das matrizes Q, K e V. Isso permite que o modelo capture diferentes aspectos dos relacionamentos entre as palavras na sequência simultaneamente, em vez de focar em um único aspecto.
Ao fazer isso, a atenção "multi-head" garante que os embeddings de entrada sejam atualizados a partir de um conjunto mais variado e diverso de perspectivas. Depois que as saídas de atenção de todas as cabeças são calculadas, elas são concatenadas e passadas por uma transformação linear final para gerar a saída.
Codificação posicional
Como o modelo Transformer não é um modelo seq2seq e não depende da sequência do texto para realizar a codificação (encoding) e decodificação (decoding), o artigo se baseou no uso de funções de onda seno e cosseno para codificar a posição do token no embedding. Os métodos apresentados no artigo são os seguintes:
{\displaystyle PE_{({\rm {pos}},2i)}=\sin({\rm {pos}}/{10000}^{2i/d_{\rm {model}}})}
{\displaystyle PE_{({\rm {pos}},2i+1)}=\cos({\rm {pos}}/{10000}^{2i/d_{\rm {model}}})}
onde {\displaystyle {\rm {pos}}}, {\displaystyle i}, {\displaystyle {d_{\rm {model}}}} correspondem à posição da palavra, ao índice de dimensão atual e à dimensão do modelo, respectivamente. A função seno é usada para índices pares de incorporação, enquanto a função cosseno é usada para índices ímpares. O resultante {\displaystyle PE} embedding é então adicionada à palavra na posição correspondente em relação à janela de contexto atual. O artigo comenta especificamente por que esse método foi escolhido, descrevendo:
“Escolhemos a versão sinusoidal porque ela pode permitir que o modelo extrapole para comprimentos de sequência maiores do que os encontrados durante o treinamento.” 

## Parâmetros técnicos

### Treinamento
Embora o foco principal do artigo na época fosse melhorar a tradução automática, o artigo também discutiu o uso da arquitetura no English Constituency Parsing, tanto com conjuntos de dados limitados quanto com conjuntos de grande porte, alcançando uma pontuação alta sem ajuste fino específico para a tarefa, indicando a natureza promissora do modelo para uso em uma ampla variedade de tarefas seq2seq de propósito geral.

### Conjunto de dados
O modelo de tradução do inglês para o alemão foi treinado no conjunto de dados inglês-alemão do WMT (Workshop on Statistical Machine Translation) de 2014, composto por quase 4,5 milhões de frases derivadas de palestras do TED Talks e artigos de notícias de alta qualidade. Um modelo de tradução separado foi treinado no conjunto de dados inglês-francês do WMT de 2014, muito maior, composto por 36 milhões de frases. Ambos os conjuntos de dados foram codificados com codificação de pares de bytes.

### Hardware
Os modelos foram treinados usando 8 GPUs NVIDIA P100. Os modelos base foram treinados para 100.000 etapas e os modelos de grande escala foram treinados para 300.000 etapas — cada etapa levando cerca de 0,4 segundos para ser concluído para os modelos base e 1,0 segundo para os modelos de grande escala. O modelo base treinou por um total de 12 horas, e o modelo grande treinou por um total de 3,5 dias. Tanto o modelo básico quanto o grande superam o modelo de última geração de 2017 em inglês-alemão e inglês-francês, ao mesmo tempo em que alcançam o menor custo de treinamento comparativamente. O custo estimado de computação foi de 0,089 petaFLOP-dias.

### Hiperparâmetros e regularização
Para o modelo Transformer de 100 milhões de parâmetros proposto, os autores aumentaram a taxa de aprendizado linearmente para as primeiras 4.000 etapas (aquecimento) e a diminuíram proporcionalmente à raiz quadrada inversa do número da etapa atual. Camadas de eliminação foram aplicadas à saída de cada subcamada antes da normalização, das somas dos embeddings e das codificações posicionais. A taxa de evasão foi definida como 0,1. A suavização de rótulos foi aplicada com um valor de 0,1, o que "melhora a precisão e a pontuação BLEU".